# Most Ba Son
Most Ba Son (vietnamsko Cầu Ba Son), sprva znan kot most Thu Thiem 2, je 6-pasovni most v mestu Hošiminh v Vietnamu, odprt leta 2022. Most prečka reko Saigon in povezuje okrožje 1 in mesto Thu Duc.
Most je dobil ime po ladjedelnici Ba Son, ki je v bližini.

## Opis
Premostitev ima skupno dolžino 1465 m, od tega je most dolg 885,7 m. Glavni razpon ima asimetrično zasnovo most s poševnimi zategami, s kupolastim stolpom, visokim 113 m, ki se nagiba proti mestu Thu Thiem, Thu Duc, površino podpira 56 snopov kablov. Most ima 6 prometnih pasov, vključno s 4 pasovi za avtomobile in 2 pasovoma za mešani promet.
Mostna trasa v okrožju 1 je razdeljena na tri krake: glavni krak na ulici Ton Duc Thang je dolg 437 m, širok 17,5 m s 4 pasovi, poteka mimo križišča Nguyen Huu Canh - Le Thanh Ton in se povezuje s križiščem Le. Duan – Ton Duc Thang; veja N1 je dolga 195,5 m za dva pasova, ki potekata od okrožja 1 do mesta Thu Duc, začenši s trga Me Linh, poteka vzdolž ulice Ton Duc Thang, vzdolž reke Saigon, ki se povezuje z glavnim mostom; veja N2 je dolga 192,7 m za dva pasova, ki potekata od mesta Thu Duc do okrožja 1, potekata vzdolž mostu, ki vodi do glavne veje v okrožju 1, ki se povezuje po ulici Ton Duc Thang pred križiščem Nguyen Huu Canh - Le Thanh Ton in Ton Duc Thang. Cesta do mesta Thu Duc je dolga 140 m, široka 36,2 m in se povezuje z bulvarjem Tran Bach Dang v novem mestnem območju Thu Thiem.

## Gradnja
Most Thu Thiem 2 so začeli graditi 3. februarja 2015 s skupno naložbo v višini 4260 milijard VND, ki jo je vložila delniška družba Dai Quang Minh Real Estate Investment v skladu s pogodbo BT (gradnja - prenos). Mesto vlagateljem plača 13,6 hektarja zemljišča v novem mestnem območju Thu Thiem za izvajanje drugih projektov sočasno s projektom BT. V skladu s tem mehanizmom so se investicijski stroški mostu Thu Thiem 2 nato znižali na 3082 milijard VND.
Po prvotnem načrtu naj bi bil ta most dokončan 30. aprila 2018. Vendar zaradi pomanjkanja sredstev in težav z zemljišči na strani okrožja 1 je gradnja zamujala.
Po številnih zamudah pri dokončanju je bil most dokončan 2. septembra 2021 in uradno odprt za promet 28. aprila 2022.